# Gornja Topličica
Gornja Topličica is een plaats in de gemeente Sveti Ivan Zelina in de Kroatische provincie Zagreb. De plaats telt 121 inwoners (2001).